# إيوغيني أندرسون
إيوغيني أندرسون (بالإنجليزية: Eugenie Anderson)‏ هي دبلوماسية أمريكية، ولدت في 26 مايو 1909 في أدير في الولايات المتحدة، وتوفيت في 31 مارس 1997 في ريد وينغ في الولايات المتحدة.

## وصلات خارجية
- إيوغيني أندرسون على موقع الموسوعة البريطانية (الإنجليزية)
- إيوغيني أندرسون على موقع مونزينجر (الألمانية)
- إيوغيني أندرسون على موقع إن إن دي بي (الإنجليزية)